# Belciana pratti
Belciana pratti är en fjärilsart som beskrevs av George Thomas Bethune-Baker 1906. Belciana pratti ingår i släktet Belciana och familjen nattflyn. Inga underarter finns listade i Catalogue of Life.